# Cratere Enns
Enns è un cratere sulla superficie di Marte.